# Black Prince
Le Black Prince, officiellement Tank, Infantry, Black Prince (A43), est un char expérimental britannique construit à partir du Char Churchill équipé d'une nouvelle tourelle pour recevoir le canon anti-char Ordnance QF 17 pounder (76 mm). Il tire son nom du Prince Noir Édouard de Woodstock, l'un des vainqueurs de la Bataille de Crécy en 1346.
Comme le Churchill, le Black Prince était un char d'infanterie, destiné à opérer en support de l'infanterie, par opposition aux chars Cruiser, plus mobiles et évoluant en unités indépendantes.
La série des chars Cruiser déboucha sur le Cromwell (et sa variante équipée du QF 17-pdr le Challenger) puis sur le Comet (équipé d'une variante du QF 17-pdr). Entré en service à la fin de la Seconde Guerre mondiale, ce char était moins lourdement blindé que le Churchill, mais il ouvrait la voie plus prometteuse des chars "universels", dont le premier fut le Centurion, entré en service juste après l'armistice.
Conçu en 1943, le Black Prince paraissait en retard d'une génération. Il était certes mieux armé que le Churchill (QF 17-pdr au lieu du QF 6-pdr), mais au détriment de sa mobilité : alourdi de 10 tonnes, en l'absence de nouvelle motorisation, il n'atteignait même plus 20 km/h. Seuls six prototypes avaient été produits par Vauxhall Motors lorsque les premiers Centurions furent envoyés en Europe. Le projet fut alors abandonné.
Le seul exemplaire survivant se trouve au Musée des blindés de Bovington, dans le Dorset.

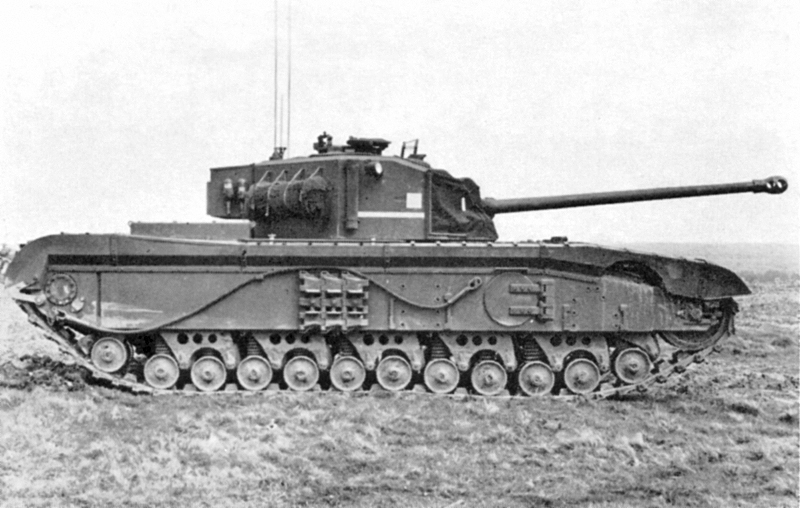
Vue latérale du premier prototype

## Sources
- (en) Cet article est partiellement ou en totalité issu de l’article de Wikipédia en anglais intitulé « Black Prince (tank) » (voir la liste des auteurs).